# 3955 Bruckner
3955 Bruckner este un asteroid din centura principală, descoperit pe 9 septembrie 1988 de Freimut Börngen.